# 堵城镇
堵城镇，是中华人民共和国湖北省黄冈市黄州区下辖的一个乡镇级行政单位。区域面积59平方千米。

## 行政区划
堵城镇下辖以下地区：
老街村、白衣村、刘垸村、江咀村、马弄村、松杨村、堵城村、龙王村、芦冲村、军岭村、叶路村、朱岭村、王岭村、余岭村、外岭村、西河村、扁担洲村和大庄村。

## 地理与沿革
堵城镇取义古代堵城，因城小只有一堵墙而得名。1986年，堵城镇建立，为禹王城区所辖的乡级镇。1987年9月，黄冈县实行区乡体制改革，撤销禹王城区，将其所辖之叶路乡和三江乡的江嘴村、白衣村、刘家湾村及堵城镇合并组成县辖镇，镇政府机关设在团黄公路东边。境内有团黄公路、江北一级公路。堵城镇西临长江与鄂州市华容镇、葛店镇相对，南与禹王街道的枫香桥村相连，东与陶店乡接壤，北抵罗家沟、鹞子湖与团风县团风镇、回龙山镇相连，面积67.88平方千米。
1994年，团黄公路建成，由镇东穿过，堵城镇借机向东发展。1998年中国水灾过后，中华人民共和国国务院推行平垸行洪移民建镇政策，叶路洲、江嘴、采莲船的三个重灾区移民迁移至堵城镇区。大量移民小区的建成，促使堵城镇区范围扩大数倍，形成沿江路、团黄公路、花湖路，与中环路、堵城路、砖厂路、堵城大道、文卫路、龙江路网格贯穿的城镇。2005年，镇政府在镇区南入口处建成拱门，题词“鄂东移民第一镇”。

## 产业
长江内江呈弧形状，将堵城镇区分为东西两部，东部属沿江平原、西部为叶路洲。堵城镇耕地肥沃，为黄冈市主要粮棉产区，长期以植棉为主。2000年，芦冲村建立大禹农业生态园，改种花卉盆景，并养殖大雁鹅。2003年，马衡、松杨、堵城3村建成蔬菜基地。

## 文化
堵城镇东北螺蛳山有新石器时期遗址。螺蛳山遗址出土大量仰韶文化、青莲岗文化和屈家岭文化的特征文物，入列湖北省文物保护单位。当地名人还有清顺治六年、湖北首位状元刘子壮，中国人民解放军开国少将刘少卿等。